# París-Niça 1982
La París-Niça 1982 fou la 40a edició de la París-Niça. Aquesta cursa ciclista que es va disputar entre l'11 i el 18 de març de 1982. La cursa fou guanyada per l'irlandès Sean Kelly, de l'equip Sem-France Loire, per davant de Gilbert Duclos-Lassalle (Peugeot-Shell-Michelin) i Jean-Luc Vandenbroucke (La Redoute-Motobécane). Kelly també guanyà la classificació de la regularitat, Alberto Fernández Blanco s'emportà la classificació de la muntanya, Stephen Roche la dels joves i el conjunt Sem-France Loire la classificació per equips.
Després de la mort de Jean Leulliot, l'organització recau en la seva filla Josette la qual és ajudada per André Hardy. El diari France Soir es converteix en soci de la prova.
S'eliminen tota mena de bonificacions.

## Participants
En aquesta edició de la París-Niça hi prengueren part 134 corredors dividits en 15 equips: Peugeot-Shell-Michelin, Sem-France Loire, Wolber-Spidel, DAF Trucks, Puch-Eorotex, La Redoute-Motobécane, Coop-Mercier-Mavic, Wickes-Splendor, Royal-Oliver Tex-Wrangler, Safir-Marc, Europ Decor, Teka, Reynolds i els equips nacionals amateurs de Suïssa i Països Baixos. La prova l'acabaren 79 corredors.

## Resultats de les etapes
| Etapes              | Data       | Recorregut                              | Km       | Vencedor d'etapa     | Líder de la general     |
| ------------------- | ---------- | --------------------------------------- | -------- | -------------------- | ----------------------- |
| Pròleg              | 11 de març | Luingne (CRI)                           | 5,7 km   | Bert Oosterbosch     | Bert Oosterbosch        |
| 1a etapa            | 12 de març | Châlons-sur-Marne-Montereau-Fault-Yonne | 194,5 km | Jean-Fançois Chaurin | Jean-Fançois Chaurin    |
| 2a etapa            | 13 de març | Avallon-Montluçon                       | 214,5 km | Sven-Åke Nilsson     | Jean-Fançois Chaurin    |
| 3a etapa            | 14 de març | Vichèi-Sant-Etiève                      | 182 km   | Sean Kelly           | Sean Kelly              |
| 4a etapa            | 15 de març | Montélimar-Miramas                      | 175 km   | Adrie van der Poel   | Sean Kelly              |
| 5a etapa            | 16 de març | Miramas-La Seyne-sur-Mer                | 158 km   | Sean Kelly           | Sean Kelly              |
| 6a etapa            | 17 de març | La Seyne-sur-Mer-Mandelieu-la-Napoule   | 185 km   | Pierre Bazzo         | Gilbert Duclos-Lassalle |
| 7a etapa, 1r sector | 18 de març | Mandelieu-la-Napoule-Niça               | 60,3 km  | Sean Kelly           | Gilbert Duclos-Lassalle |
| 7a etapa, 2n sector | 18 de març | Niça-Coll d'Èze (CRI)                   | 11 km    | Sean Kelly           | Sean Kelly              |

## Etapes

### Pròleg
11-03-1982. Luingne, 5,7 km. CRI
|   | Ciclista         | Equip                 | Temps  |
| - | ---------------- | --------------------- | ------ |
| 1 | Bert Oosterbosch | DAF Trucks            | 7' 18" |
| 2 | Alain Bondue     | La Redoute-Motobécane | + 9"   |
| 3 | Sean Kelly       | Sem-France Loire      | + 10"  |

### 1a etapa
12-03-1982. Châlons-sur-Marne-Montereau-Fault-Yonne, 194,5 km.
Chaurin s'emporta l'etapa després d'una fuga en solitari de 156 km. A més es posa líder amb més de 6 minuts d'avantatge.
|   | Ciclista             | Equip                 | Temps      |
| - | -------------------- | --------------------- | ---------- |
| 1 | Jea-François Chaurin | Sem France-Loire      | 5h 29' 50" |
| 2 | Roger de Vlaeminck   | DAF Trucks            | + 5' 11"   |
| 3 | Etienne de Wilde     | La Redoute-Motobécane | m. t.      |

### 2a etapa
13-03-1982. Avallon-Montluçon 214,5 km.
|   | Ciclista                | Equip                  | Temps      |
| - | ----------------------- | ---------------------- | ---------- |
| 1 | Sven-Åke Nilsson        | Wolber-Spidel          | 5h 55' 22" |
| 2 | Gilbert Duclos-Lassalle | Peugeot-Shell-Michelin | + 2"       |
| 3 | Jean-Luc Vandenbroucke  | La Redoute-Motobécane  | m. t.      |

### 3a etapa
14-03-1982. Vichèi-Sant-Etiève 182 km.
|   | Ciclista           | Equip                  | Temps      |
| - | ------------------ | ---------------------- | ---------- |
| 1 | Sean Kelly         | Sem-France Loire       | 4h 39' 40" |
| 2 | Roger de Vlaeminck | DAF Trucks             | m. t.      |
| 3 | Francis Castaing   | Peugeot-Shell-Michelin | m. t.      |

### 4a etapa
15-03-1982. Montélimar-Miramas, 175 km.
|   | Ciclista           | Equip        | Temps      |
| - | ------------------ | ------------ | ---------- |
| 1 | Adrie van der Poel | DAF Trucks   | 4h 41' 11" |
| 2 | Klaus-Peter Thaler | Puch-Eorotex | m. t.      |
| 3 | Roger de Vlaeminck | DAF Trucks   | m. t.      |

### 5a etapa
16-03-1982. Miramas-La Seyne-sur-Mer, 158 km.
|   | Ciclista                | Equip                  | Temps      |
| - | ----------------------- | ---------------------- | ---------- |
| 1 | Sean Kelly              | Sem-France Loire       | 4h 06' 11" |
| 2 | Gilbert Duclos-Lassalle | Peugeot-Shell-Michelin | m. t.      |
| 3 | René Bittinger          | Sem-France Loire       | + 2"       |

### 6a etapa
17-03-1982. La Seyne-sur-Mer-Mandelieu-la-Napoule, 185 km.
Duclos-Lassalle es posa líder amb només quatre segons sobre Sean Kelly.
|   | Ciclista                | Equip                  | Temps      |
| - | ----------------------- | ---------------------- | ---------- |
| 1 | Pierre Bazzo            | La Redoute-Motobécane  | 4h 42' 15" |
| 2 | Frédéric Vichot         | Coop-Mercier-Mavic     | + 4' 03"   |
| 3 | Gilbert Duclos-Lassalle | Peugeot-Shell-Michelin | m. t.      |

### 7a etapa, 1r sector
18-03-1982. Mandelieu-la-Napoule-Niça, 60,3 km.
|   | Ciclista               | Equip                 | Temps      |
| - | ---------------------- | --------------------- | ---------- |
| 1 | Sean Kelly             | Sem-France Loire      | 1h 29' 05" |
| 2 | Adrie van der Poel     | DAF Trucks            | m. t.      |
| 3 | Jean-Luc Vandenbroucke | La Redoute-Motobécane | m. t.      |

### 7a etapa, 2n sector
18-03-1982. Niça-Coll d'Èze, 11 km. CRI
Kelly recupera els quatre segons que perdia respecte a Duclos-Lassalle en la general i guanya la primera de les seves set París-Niça.
|   | Ciclista                 | Equip                 | Temps   |
| - | ------------------------ | --------------------- | ------- |
| 1 | Sean Kelly               | Sem-France Loire      | 20' 50" |
| 2 | Alberto Fernández Blanco | Teka                  | + 14"   |
| 3 | Jean-Luc Vandenbroucke   | La Redoute-Motobécane | + 28"   |

## Classificacions finals

### Classificació general
|    | Ciclista                 | Equip                  | Temps       |
| -- | ------------------------ | ---------------------- | ----------- |
| 1  | Sean Kelly               | Sem-France Loire       | 32h 03' 21" |
| 2  | Gilbert Duclos-Lassalle  | Peugeot-Shell-Michelin | + 40"       |
| 3  | Jean-Luc Vandenbroucke   | La Redoute-Motobécane  | + 1' 12"    |
| 4  | Bert Oosterbosch         | DAF Trucks             | + 1' 23"    |
| 5  | Claude Criquielion       | Wickes-Splendor        | + 2' 05"    |
| 6  | Stephen Roche            | Peugeot-Shell-Michelin | + 2' 15"    |
| 7  | Hennie Kuiper            | DAF Trucks             | + 2' 49"    |
| 8  | Alberto Fernández Blanco | Teka                   | + 2' 50"    |
| 9  | Michel Laurent           | Peugeot-Shell-Michelin | + 3' 21"    |
| 10 | Serge Beucherie          | Sem-France Loire       | + 4' 34"    |

## Evolució de les classificacions
| Etapa (Vencedor)                    | Classificació general   |
| ----------------------------------- | ----------------------- |
| 0Pròleg (Bert Oosterbosch)          | Bert Oosterbosch        |
| 0Etapa 1 (Jean-François Chaurin)    | Jean-François Chaurin   |
| 0Etapa 2 (Sven-Åke Nilsson)         | Jean-François Chaurin   |
| 0Etapa 3 (Sean Kelly)               | Sean Kelly              |
| 0Etapa 4 (Adrie van der Poel)       | Sean Kelly              |
| 0Etapa 5 (Sean Kelly)               | Sean Kelly              |
| 0Etapa 6 (Pierre Bazzo)             | Gilbert Duclos-Lassalle |
| 0Etapa 7, 1r sector (Sean Kelly)    | Gilbert Duclos-Lassalle |
| 0Etapa 7, 2n sector (Stephen Roche) | Sean Kelly              |